# Xymmer phungi
Xymmer phungi (лат.) — вид мелких тропических муравьёв рода Xymmer из подсемейства Amblyoponinae. Встречается в Юго-Восточной Азии: эндемик Вьетнама.

## Этимология
Вид назван в честь вьетнамского революционного лидера Фан Динь Фунга, который родился в 1847 году в провинции Хатинь (где была найдена типовая серия) и возглавлял повстанческие армии против французских колониальных войск.

## Описание
Мелкие муравьи (длина около 3 мм). Все тело светло-коричневое, с усиками и ногами более светлыми и желтоватыми. Голова в анфас субпрямоугольная, со слабо вогнутым задним краем, в боковом виде относительно уплощена дорсовентрально; темя без срединной борозды; переднебоковой угол головы около каждого прикрепления нижней челюсти не образует зуба; преокципитальный киль слабо выражен дорсально и латерально; лобная доля узко разделена заднемедиальной частью наличника; лобный киль и усиковая бороздка отсутствуют; переднемедиальная часть наличника представлена в виде короткой прямоугольной доли («клипеальная доля»), длина которой составляет 1/6 ширины, и имеет слабо вогнутый передний край; край без ряда зубцов или бугорков. Мандибула удлинённая и линейная; апикальные и предапикальные зубы треугольные, за которыми следуют пять более или менее раздвоенных зубов и затем крошечный зубец; как нижнечелюстные, так и нижнегубные щупики 3-члениковые (препарирован один рабочий); антеннальное гнездо при виде анфас почти скрыто лобной долей. Антенна 12-члениковая; скапус относительно уплощён дорсовентрально; жгутик утолщён на вершине, но не образует отчётливой булавы; членик антенны II длиннее своей ширины; членик с III по XI шире своей длины, вальковый, не уплощённый; апикальный членик (сегмент XII) намного длиннее своей ширины, вальковый, не уплощённый, тупо заострённый на вершине. Фасеточный глаз и оцелии у рабочих отсутствуют (у маток развиты).
Мезосома в боковой проекции очень слабо выпуклая дорсально; промезонотальный шов присутствует и гибкий; мезонотум в дорсальной проекции слабо сужен; мезоплевра не подразделяется на анэпистернум и катепистернум швом или бороздой; метанотальная бороздка почти полностью отсутствует, но слабо присутствует на вентролатеральной части мезосомы (перед метаплеврой); булла метаплевральной железы бобовидная, расположена в заднебоковом углу метаплевры; передний край буллы близок к проподеальному дыхальцу или достигает его. Соединение дорсальной и задней поверхностей проподеума округлое, без какого-либо поперечного киля; задняя поверхность проподеума латерально без шипов/килей; отверстие проподеального дыхальца круглое, расположено примерно на середине высоты стороны мезосомы; проподеальная доля очень низкая, сбоку с округло-выпуклым задним контуром. Средняя голень без шпор; задняя голень с редуцированной бородчатой передней шпорой и хорошо развитой гребенчатой задней шпорой; претарзальные коготки простые, без зубцов. Петиоль с отчётливым передним стебельком ножкой, которая имеет передне-вентральный угол; вентральная часть петиоля сбоку с широкотреугольным выступом; петиолярный узел сбоку с очень слабо вогнутыми передними и очень слабо выпуклыми дорсальными контурами; петиолярное дыхальце сбоку расположено близко к соединению дорсальной поверхности стебля и передней поверхности узла; самая задняя часть петиоля широко прикреплена к III брюшному сегменту, сбоку без свободной задней поверхности; петиоль снизу с перевёрнутой U-образной бороздой. Жало хорошо развито.

## Биология и экология
Биология остаётся малоизученной. Типовая серия муравьёв (колония Eg20iii15-01) была собрана в 2015 году в вечнозелёном лесу на низменности в северной части гор Трунг Сон (провинция Хатинь). Колония гнездилась под фрагментом древесины на лесной подстилке рядом с тропой на крутом склоне. При просеивании места гнездования были получены 132 рабочих, бескрылая королева и 46 личинок. Рабочие очень быстро бегали по и под остатками подстилки и почвы. Большинство (но не все) личинок были примерно одинакового размера, что предполагает синхронизацию развития личинок.
В лабораторных условиях выращивался небольшой фрагмент колонии (состоящий из 10 рабочих и 27 личинок) в течение 7 дней в небольшом пластиковом контейнере, дно которого было покрыто тонким слоем почвы. Слабая вибрация заставляла рабочих начинать миграцию. Личинки переносились рабочими в фиксированной позе: шея личинки была схвачена рабочим, а тонкое тело личинки было вытянуто под телом рабочего вдоль оси тела. Ссылаясь на Масуко (Masuko, 1990, 1993), который обнаружил, что Stigmatomma silvestri и Leptanilla japonica являются специализированными хищниками геофилидных многоножек, исследователи поместили ослабленных мелких геофилид (длиной около 20 мм) на землю около места скопления фрагмента колонии. Колония отошла отэтого места. Однако, поместив контейнер для выращивания в тёмное место на несколько часов, мирмекологи обнаружили, что рабочие собрались вокруг геофилид, а личинки были помещены на тело геофилид или рядом с ним. Это говорит о том, что вид может питаться многоножками-геофилидами, но степень специализации на геофилидах остаётся неизвестной.

## Систематика
Вид был впервые описан в 2016 году по рабочим и бескрылой матке из Вьетнама. Рабочая особь Xymmer phungi морфологически довольно похожа на таковую Xymmer muticus. Однако первая отличается от второй следующими двумя характеристиками рабочей особи: клипеальная лопасть в 1/6 раза длиннее своей ширины (по сравнению с 1/3 длиной своей ширины у X. muticus); передний край лопасти слабо вогнутый (по сравнению с почти прямым у X. muticus).

## Распространение
Тропические районы Юго-Восточной Азии: центральный Вьетнам (провинция Хатинь: Vũ Quang National Park).